# L'incidente (film 1967)
L'incidente è un film del 1967 diretto da Joseph Losey, vincitore del Grand Prix Speciale della Giuria al 20º Festival di Cannes.

## Trama
Richiamato da uno schianto, Stephen, professore di filosofia a Oxford, esce dalla sua casa in campagna. All'interno di un'auto rovesciata intravede una coppia. Dall'abitacolo, saturo di vapori d'alcolici rovesciati, riesce a estrarre dal posto di guida la donna ancora viva, mentre per il giovane non c'è più nulla da fare. Si tratta di un suo studente, William, con cui doveva incontrarsi quella notte. Alla polizia, giunta sul posto, tiene però nascosta la presenza della donna, che giace in stato di shock al piano superiore. Sa che Anna, così si chiama, non ha la patente. Quando la raggiunge, contemplando il corpo abbandonato sul letto, lascia libero corso al ricordo dei recenti avvenimenti.
L'aveva conosciuta in quanto iscritta al suo corso di filosofia, come William, rampollo di nobile famiglia agraria, che sollecitava un parere del docente sulla giovane, austriaca, anch'essa di origini aristocratiche. Li aveva così invitati entrambi a casa per il pranzo domenicale. Nella compagnia, inatteso, si era venuto a trovare anche Charley, suo amico e collega, scrittore e curatore di una rubrica televisiva. Stephen si era anche isolato con lei, per una passeggiata campestre. Al termine di quel weekend, trascorso tra svaghi e conversazioni non prive di allusioni, gli ospiti, complice il considerevole consumo di alcolici, avevano pernottato da lui.
Il giorno dopo sua moglie, prossima a una terza maternità, e i due figli si erano recati dai suoceri, per un soggiorno di qualche settimana, mentre lui doveva incontrare a Londra un capo-redattore della BBC, suo compagno di studi a Oxford. L'appuntamento era andato a vuoto, per un improvviso ricovero in ospedale del capo-redattore. Aveva invece parlato con un giovane collaboratore del capo-redattore, sempre oxfordiano, ma senza ottenere l'atteso ingaggio televisivo. La conversazione ha però riacceso in lui il ricordo di un'antica fiamma, Francesca, figlia del suo attuale rettore. Dopo averle telefonato, avevano cenato e fatto l'amore.
Una sorpresa lo attendeva al ritorno: sul ballatoio delle scale di casa gli si erano presentati, in inequivocabile abbigliamento, Charlie e Anna. Sul tavolo c'era anche una lettera, appena giunta, di Laura, ex-moglie dell'esuberante collega, che lo informava di quella relazione. La presenza di Charley, nel weekend, non era dunque casuale: era compagno di Anna da qualche tempo, e la notte in cui avevano pernottato da Stephen l'aveva raggiunta nella sua stanza.
Nei giorni successivi Stephen era andato a trovare la famiglia. Con le opportune omissioni sulla propria avventura extraconiugale, aveva informato la moglie dei recenti avvenimenti. Era stato quindi invitato da William a una festa nell'aristocratico palazzo di famiglia. Successivamente, nel corso di una partita di cricket nel campus universitario, Anna lo aveva informato del suo prossimo matrimonio con William, chiedendogli di informarne Charley. William aveva poi fissato un appuntamento con Stephen - presumibilmente per annunciargli il suo matrimonio - per quella sera stessa a casa del professore, al termine di una festa cui William doveva partecipare. Stephen aveva insistito perché William portasse anche Anna.
Ora è finalmente solo con lei, dopo averla sottratta alle indagini della polizia. Anna, ancora sotto shock, gli si arrende. Il mattino dopo la riporta in gran segreto al convitto femminile. Stephen incrocia Charley che - ignaro dei progetti matrimoniali - sta andando a informare Anna della morte di William, e si stupisce che Stephen ne sia già al corrente. La giovane sta preparando i bagagli per rientrare in Austria. Inutili e patetici risultano i tentativi dell'egocentrico Charley di trattenerla.
Nella casa di Stephen, dopo il parto, sono tornati moglie e figli: tutto è ineccepibilmente normale. Il cane esce dal cancello, si sottrae alla vista, poi c'è il rumore di un altro schianto...

## Produzione
È il secondo dei tre film usciti dal sodalizio di Losey con lo scrittore Harold Pinter, premio Nobel per la letteratura, dopo Il servo e prima di Messaggero d'amore. Fu girato in gran parte nei dintorni di Oxford e, in particolare, al St John College. Dal St Magdalene College partiva, invece, la gita in barca sul fiume Cherwell, in cui Stephen incontra Anna e William che lo invitano ad unirsi a loro. L'aristocratica dimora di Syon House, a Brentford, otto miglia a ovest di Londra, e ambientazione di altri film come La pazzia di re Giorgio, Gosford Park e Le ali dell'amore, fu scelta come casa di famiglia di William. Qui, nella Great Hall dell'architetto neoclassico Robert Adam, ha luogo una selvaggia partita di un gioco imparentato col rugby, in cui trova esplosione ritualizzata la violenza continuamente "repressa e contenuta" della classe dirigente inglese. Più distante, nel Surrey, si trova invece la casa di Stephen, nei pressi della quale avviene l'incidente.
Scrive Marco Giusti: «Sam Spiegel voleva fare il film con tanti soldi a patto che ci fosse Richard Burton al posto di Bogarde. Invitò sul suo yacht Losey, gli offrì uno dei suoi preziosi sigari fatti apposta per lui. Dopo due boccate, Losey sputò il sigaro dicendo “Troppo secco” e fece il film a basso costo».

## Critica
Il regista ci offre un quadro impietoso della borghesia, in cui orrore e morte si annidano nella rispettabilità della norma.
Ma vi sono, in L'incidente, altri due elementi di continuità col resto dell'opera di Losey, un autore per cui l'estrema varietà della sua produzione rende arduo scorgere un principio unificatore che non sia quello stilistico (l'uso del piano sequenza o i movimenti della macchina da presa)
- Vi è il tema, presente sin dai suoi primi noir americani, dell'improvvisa apparizione di un personaggio o di un evento che "all'improvviso entra nella vita di un altro individuo e a quel punto tutto cambia"[7]. Qui è Anna a scompigliare i gelidi rituali dell'ambiente accademico di Oxford e di un universo "indirizzato a riprodurre meccanicamente la propria pigra e sterile sopravvivenza"[8]. Un'eco del permanere di tale influenza sulle loro vite si avverte nello schianto finale, dopo che Stephen pare essere tornato alla sua quotidiana normalità borghese[8].
- Vi è poi il tema del tempo, sia come soggetto del film (il riproporsi, in particolare nelle conversazioni tra Stephen e William, del tema della morte[8]), sia come principio organizzativo della rappresentazione (la struttura circolare del racconto[9], il ricorso al flashback). Lo stesso regista ebbe a dire che ciò che nel romanzo di Nicholas Mosley aveva attirato l'interesse suo e di Pinter era l'estrema frammentazione della "struttura e scrittura...ogni singolo frammento, sia per me, sia per Harold, evocava immediatamente qualcosa"[10].

## Riconoscimenti
- Festival di Cannes 1967
  - Grand Prix Speciale della Giuria